# جماعة مستوحدة
جماعة مستوحدة (بالإنجليزية: Insolate)‏ مفهوم يُشير إلى الجماعة السكانية الموجودة في مكان ما، منفصلة عن المحيط الاجتماعي بحيث تكون مدعوة أو مرغمة على أن لا يتم التزاوج خارج أعضاءها. ويكون الانفصال ناتج عن عزل جغرافي كأن تعيش الجماعة في جزيرة، أو في واد والجبال شديدة الارتفاع، أو الغابات الاستوائية والصحاري. إلى جانب الانعزال العرقي أو الثقافي الذي تمثله الأقليات العنصرية والدينية.
ويتم تمييز الجماعات المستوحدة عبر عوامل أخرى كالزواج الداخلي المتكرر، والترابط الدموي المؤدي الذي ينتج عنه، وأخطار التوازن البيولوجي (كثرة العاهات الوراثية) التي تؤثر على استمرارية المجتمع.